# Beaufort-en-Santerre

Beaufort-en-Santerre este o comună în departamentul Somme, Franța. În 1 ianuarie 2022 avea o populație de 189 de locuitori.